# آکادمی پزشکی اطفال آمریکا
آکادمی پزشکی اطفال آمریکا (به انگلیسی: American Academy of Pediatrics، به اختصار AAP) در سال ۱۹۳۰ توسط ۳۵ متخصص اطفال برای کار روی استانداردهای سلامتی کودکان ایجاد گردید. این آکادمی در حال حاضر دارای ۶۰٬۰۰۰ عضو در بخش مراقبت اولیه و بخش‌های زیرمجموعه‌های آن‌ها را دارد. متخصصین امراض کودکان می‌توانند عضوی از این آکادمی شوند.
آکادمی پزشکی اطفال آمریکا در ایالت ایلینوی واقع است و دفتری نیز در واشینگتن دی‌سی دارد که با ۳۹۰ کارمند روی سلامت و امراض اطفال کار می‌کنند.

## ساختار
AAP توسط هیئت مدیره رهبری و عضویت به ۱۰ نقطه جغرافیایی تقسیم شده‌است، هر نقطه توسط یک عضو هیئت نمایندگی می‌شود. در نگاهی محلی‌تر، ۵۹ شعبه در داخل ایالات متحده و هفت شعبه در کانادا دارد.

## تحصیلات
آکادمی پزشکی اطفال آمریکا برنامه‌های تحصیلی ادامه‌دهنده را روی برای متخصصین اطفال دارد. آکادمی دارای تعدادی کمیته، بخش‌ها و کنسول‌ها می‌باشد که بخش خاصی از آموزش را در مورد امراض و پزشکی کودکان رهبری می‌کنند و بخش مخصوص را توسعه می‌دهد، دارد.

## نشریه
آکادمی پزشکی اطفال آمریکا با تهیه بیش از ۴۸۰ نشریه در بیش از ۱۴۰ کشور، بزرگ‌ترین ناشر در دنیا در زمینه امراض اطفال و پزشکی اطفال می‌باشد. اخبار AAP مجله رسمی آکادمی می‌باشد.